# Hyundai Eon
Der Hyundai Eon (auch: Hyundai Atos Eon) ist ein Kleinstwagen des südkoreanischen Autoherstellers Hyundai Motor Company, das 2011 vorgestellt wurde. Die Markteinführung war am 1. Oktober 2011 in Indien, im März 2012 auf den Philippinen, im Juni 2012 in Vietnam und im Juni 2014 auf Sri Lanka. 2014 erhielt der Fünfsitzer eine Überarbeitung. Gebaut wurde der Eon bis 2019 von der Hyundai Motor India Limited in Chennai.

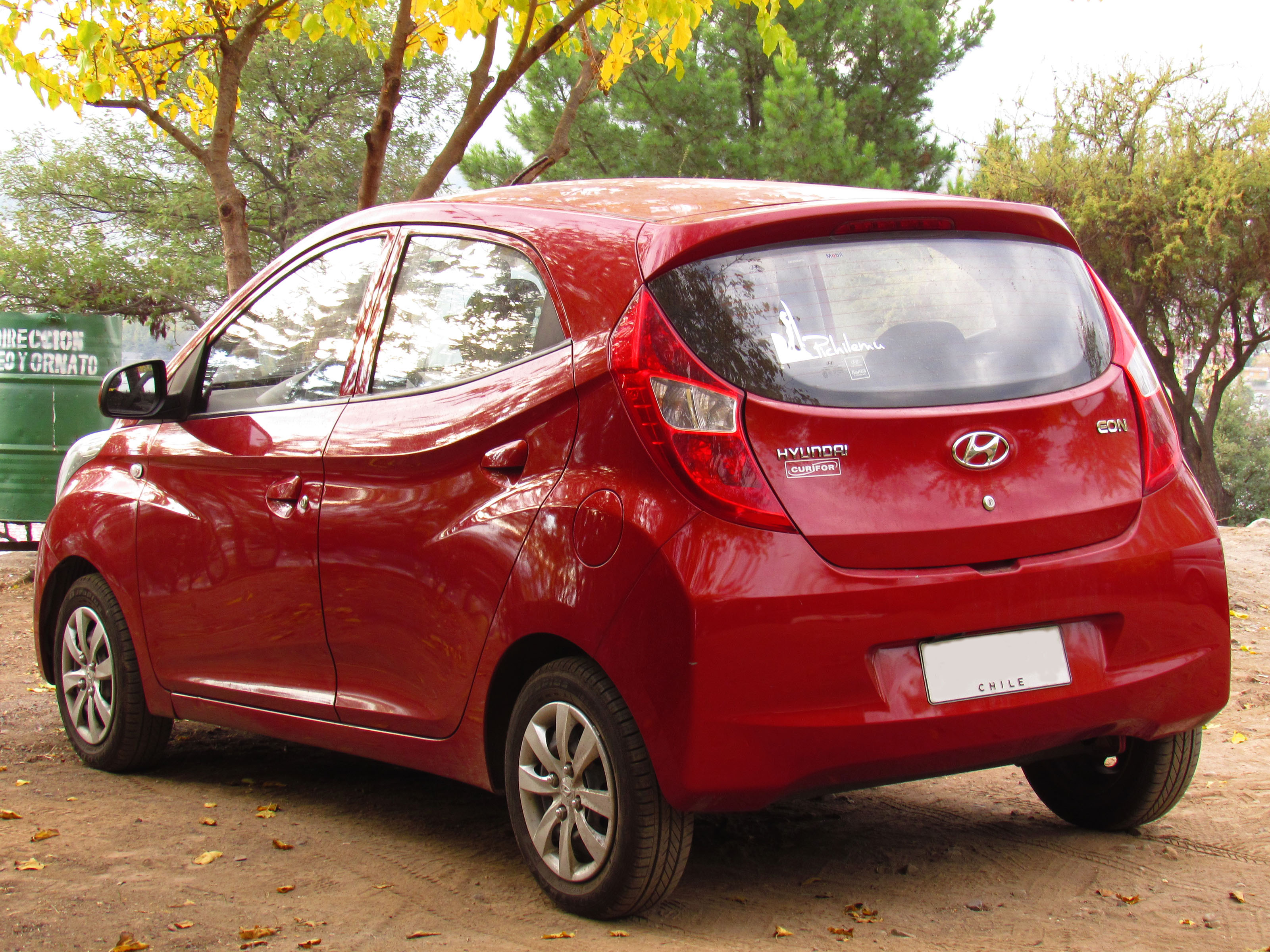
Rückansicht
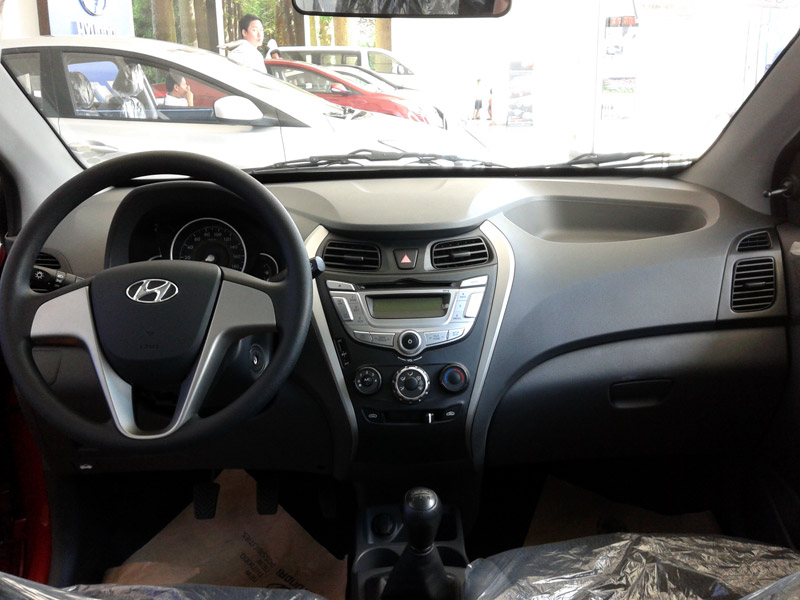
Armaturenbrett

## Technische Daten
| Kenngrößen                                  | 0.8 MPi                    | 1.0                        |
| Bauzeitraum                                 | 10/2011–03/2019            | 05/2014–03/2019            |
| Motorkenndaten                              |                            |                            |
| Motortyp                                    | R3-Ottomotor               | R3-Ottomotor               |
| Hubraum                                     | 814 cm³                    | 998 cm³                    |
| max. Leistung                               | 41 kW (56 PS) bei 5500/min | 51 kW (69 PS) bei 6200/min |
| max. Drehmoment                             | 75 Nm bei 4000/min         | 91 Nm bei 3500/min         |
| Kraftübertragung                            |                            |                            |
| Antrieb, serienmäßig                        | Vorderradantrieb           | Vorderradantrieb           |
| Getriebe, serienmäßig                       | 5-Gang-Schaltgetriebe      | 5-Gang-Schaltgetriebe      |
| Messwerte                                   |                            |                            |
| Höchstgeschwindigkeit                       | 140 km/h                   | 159 km/h                   |
| Beschleunigung, 0–100 km/h                  | 16,0 s                     | 13,3 s                     |
| Kraftstoffverbrauch auf 100 km (kombiniert) |                            |                            |
| Tankinhalt                                  | 32 l                       | 32 l                       |